# TACI
Le TACI (pour « transmembrane activator and CAML interactor » ou « Tumor necrosis factor receptor superfamily member 13B », ou TNFRSF13B, est un récepteur transmembranaire intervenant dans le système immunitaire.

## Rôle
Il s'agit d'un récepteur cellulaire de TNF, avec une affinité pour le CAML (« calcium-modulator and cyclophilin ligand »).
Il intervient dans la différenciation des lymphocytes B et empêcherait la formation d'une autoimmunité.

## En médecine
Des mutations sur le gène TACI sont associées avec l'hypogammaglobulinémie commune d'expression variable et le déficit en immunoglobuline A.